# Teledoce
Teledoce, auch Canal 12 ist ein privater uruguayischer Fernsehsender. Der in Montevideo beheimatete Sender gehört der Grupo Cardoso. Der Sender startete am 2. Mai 1962 seine Ausstrahlungen.
Teledoce sendet ein Vollprogramm bestehend mit Nachrichten, Kultur, Sport und Unterhaltungs-Anteilen. Von 1962 bis 2011 gehörte der Sender der Grupo Scheck, die ihn 2011 an die Grupo Cardoso verkaufte.

## Geschichte
Teledoce war der dritte und letzte private offene Fernsehsender, der in Montevideo eröffnet wurde. Ihr erster Direktor war Raúl Galana, der später von Horacio Scheck abgelöst wurde. Die Studios befinden sich in der Straße Enriqueta Compte y Riqué 1276 und sind die einzigen Privatstudios, die immer an ihrem ursprünglichen Platz blieben.
Der Sender begann als Familienkanal mit „El Canal de la Familia“ und der Mittagsshow „El Show del Mediodía“ als erste große Sendung mit den Komikern Cacho de la Cruz und Alejandro Trotta. Die zweite erfolgreiche Sendung war „Telecataplúm“, die zwei Tage nach dem Start von Teledoce ausgestrahlt wurde. Dieses Programm erreichte auch Buenos Aires und war dort sehr erfolgreich. Weitere äußerst erfolgreiche Produktionen der Autorschaft waren die Quizshow „Martini Pregunta“, „Cante y Gane“ (Sing and Win) und „El Castillo de la Suerte“, sowie das Kinderprogramm „Cacho Bochinche“.
Für die Nachrichten verantwortliche Journalisten waren Nelson Maiorano, Gustavo Adolfo Ruegger, Raúl Fontaina, Néber Araújo und Claudia García.
1981, mit dem Beginn des Farbfernsehens in Uruguay, nahm der Sender den Namen Teledoce Televisora Color an, verwendete diesen Namen jedoch später nicht mehr und wurde unter dem Fantasienamen La Tele einfach zu Teledoce. Seit 2011 sendet der Sender mehrere seiner Programme in High Definition (HD).
2012 feierte Teledoce sein 50-jähriges Jubiläum mit neuen Programmen und einer Hommage an den historischen Moderator des Senders, Cacho de la Cruz. 2019 ändert Teledoce leicht sein Unternehmensimage und brachte ein neues Logo und eine neue Form des Journalismus heraus, die den Trends der Zeit besser entsprechen sollte.
Teledoce ist für seine Zusammenarbeit mit einigen wichtigen Fernsehsendern in Lateinamerika bekannt, darunter Televisa in Mexiko, Canal 13 in Argentinien und TV Globo in Brasilien. Bei TV Globe sendete Teledoce eine große Anzahl von Seifenopern und -Serien, die sehr erfolgreich waren, wie zum Beispiel: Dancin' Days, Vale Tudo – Um jeden Preis, Tieta, Rainha da Sucata, Mulheres de Areia, O Rei do Gado, Laços de Família, The Klon, Da Cor do Pecado, Alma Gêmea, A Vida da Gente, Avenida Brasil, Cheias de Charme, Verdades Secretas, A Força do Querer und viele andere. Darüber hinaus war es der erste Sender, der 1979 eine Seifenoper von Globo, O Bem Amado, kaufte; und beteiligte sich auch strategisch an  Supermax, Globos erster Produktion auf Spanisch.
2022 feierte La Tele sein 60-jähriges Jubiläum mit der Premiere der weltweit erfolgreichen Megaproduktion Quién es la Máscara und war Publikumsführer bei der Berichterstattung über die FIFA Fußball-Weltmeisterschaft Katar 2022.

## Programme
- Telemundo (1962–heute): ist die Nachrichtenabteilung des Senders. Es gibt drei Ausgaben von Montag bis Freitag und eine Ausgabe am Wochenende.
- Vértigo (1982–heute): ist ein Programm, das sich auf den Motorsport konzentriert und die Details und Karrieren des Sports zeigt. Es wird von Fernando Parrado, Nelson Vicente und Gonzalo Mateu präsentiert.
- Americando (1991–heute): ein Programm, das die Kultur und Geschichte Uruguays präsentiert. Präsentiert wird es vom Journalisten Juan Carlos López.
- Esta boca es mía (2008–heute): eine Talkshow, in der aktuelle Themen des Landes behandelt werden, beispielsweise journalistische und politische Themen. Präsentiert wird es von Victoria Rodríguez.
- Súbete a mi moto (2013–heute): ist ein Programm, in dem jede Episode einen anderen Ort in Uruguay besucht und Reisen, Interviews und Humor kombiniert. Präsentiert wird es von Rafael Villanueva.
- Mundo Turf (2014–heute): ist eine Sendung, in der Nachrichten und Pferderennen präsentiert werden. Präsentiert wird es von Héctor „Puchi“ García.
- La receta (2015–heute): ist ein Programm, in dem verschiedene einfach zuzubereitende Gerichte für zu Hause zubereitet werden. Präsentiert wird es von Catalina De Palleja.
- Desayunos informales (2015–heute): ist eine morgendliche Fernsehsendung, die von Montag bis Freitag ausgestrahlt wird.
- Algo que decir (2018–heute): ist eine Sendung von Cecilia Bonino und Pablo Fabregat, die jeden Freitag um 22:15 Uhr ausgestrahlt wird. In jeder Folge werden vier berühmte Gäste eingeladen, es finden Spiele und Interviews statt.[6]
- Trato Hecho (seit 2019): Uruguayische Adaption der niederländischen Spielshow Deal or No Deal
- Quedate en casa (2020–heute): Präsentiert von Manuela da Silveira und Pablo Fabregat werden Geschichten von Uruguayern während der COVID-19-Pandemie erzählt. Befragt werden auch Ärzte oder Experten aus unterschiedlichen Bereichen.[7]
- La Ruleta de la Suerte (2020–heute): Uruguayische Adaption der amerikanischen Spielshow Wheel of Fortune, präsentiert von Rafa Villanueva.[8]
- Poné Play (2020–heute): Uruguayische Adaption der französischen Spielshow Le Grand Blind Test.
- 100 Uruguayos Dicen (2021–heute): Uruguayische Adaption der amerikanischen Spielshow Family Feud.
- ¿Quién es la máscara? (2022–heute): Uruguayische Adaption des südkoreanischen Reality-Gesangswettbewerbs Masked Singer.
- El Último Pasajero (2022–heute): Spielshow, in der Oberstufenschüler um den Gewinn einer Seniorenreise nach San Carlos de Bariloche konkurrieren.